# Crooks (Dakota del Sud)
Crooks és una població dels Estats Units a l'estat de Dakota del Sud. Segons el cens del 2000 tenia 859 habitants.

## Demografia
Segons el cens del 2000, Crooks tenia 859 habitants, 282 habitatges, i 232 famílies. La densitat de població era de 510,2 habitants per km².
Dels 282 habitatges en un 54,3% hi vivien nens de menys de 18 anys, en un 70,6% hi vivien parelles casades, en un 8,9% dones solteres, i en un 17,7% no eren unitats familiars. En el 13,1% dels habitatges hi vivien persones soles el 3,9% de les quals corresponia a persones de 65 anys o més que vivien soles. El nombre mitjà de persones vivint en cada habitatge era de 3,05 i el nombre mitjà de persones que vivien en cada família era de 3,38.
Per edats la població es repartia de la següent manera: un 34,3% tenia menys de 18 anys, un 9,2% entre 18 i 24, un 34,2% entre 25 i 44, un 19% de 45 a 60 i un 3,3% 65 anys o més.
L'edat mediana era de 30 anys. Per cada 100 dones de 18 o més anys hi havia 98,6 homes.
La renda mediana per habitatge era de 54.583 $ i la renda mediana per família de 56.528 $. Els homes tenien una renda mediana de 31.065 $ mentre que les dones 25.064 $. La renda per capita de la població era de 17.512 $. Entorn del 0,8% de les famílies i l'1,7% de la població estaven per davall del llindar de pobresa.

## Poblacions més properes
El següent diagrama mostra les poblacions més properes.